# 小行星1457
小行星1457（1457 Ankara）是一颗绕太阳运转的小行星，为主小行星带小行星。该小行星于1937年8月3日发现。
該小行星以土耳其的城市安卡拉命名。

## 轨道参数
小行星1457的轨道半长轴为2.6958499 UA，离心率为0.157。